# Edikula
V antični rimski religiji, edikula pomeni majhno svetišče. Beseda edikula je pomanjševalnica latinske aedes, tempelj ali hiša.
Mnogo edikul so hišna svetišča, kjer so majhni oltarji ali kipi larov in penatov.  Lari so bili duhovi prednikov, ki so kot hišna božanstva, varovali hišo in družino. Penati so bili stara rimska božanstva, prvotno zavetniki bogov (geniji) v skladišču, kasneje so postali zavetniki doma in družine, pa tudi države kot velike skupnosti.
Druge edikule so bila majhna svetišča v večjih templjih, navadno stojijo na bazi, na kateri je pediment in obdane s stebri. V rimski arhitekturi imajo edikule reprezentativno funkcijo v družbi. Vgrajujejo se v javnih zgradbah, kot slavolok, mestna vrata ali terme. Celzova knjižnica v Efezu (2. stoletje) je dober primer tega. Od 4. stoletja pokristjanjevanja rimskega cesarstva dalje, so taka svetišča ali okvirji zaprti in se pogosto imenujemo z bibličnim izrazom tabernakelj, ki se je razširil na vsak izdelan okvir za nišo, okna ali sliko.
Izraz se uporablja še za:
- mala stavba v rimskem templju za postavitev kipa
- v zgodnjem krščanskem obdobju grobna stavba
- v srednjem veku zasebna kapela
- danes splošno mala odprta stavba z dvokapno streho, majhne globine, podprta s stebri in na hrbtni strani naslonjena na steno

## Gotska edikula
Kot v klasični arhitekturi je tudi v gotske arhitekturi edikula ali tabernakelj konstruktivna naprava okvirjanja, ki daje pomen njegovi vsebini: napisani plaketi, kultnemu predmetu, kipu in podobno, ob predpostavki besednjaka za malo zgradbo, ki je ločena od stene, ob kateri je postavljena. Tabernakelj na steni služi podobni funkciji kot samostojna, tridimenzionalna arhitektura baldahin ali ciborij nad oltarjem.
V poznogotski okoljih so oltarne in nabožne slike običajno okronane z zatrepom in nadstreški, ki jih podpira gruča stebrov. Naslikane edikule so okvirji za podobe iz svete zgodovine v začetnih črkah iluminiranih rokopisov.

## Renesančna edikula
Klasicistična arhitektonska struktura in dekor all'antica je postala v visoki renesansi moden način za oblikovanje naslikanih ali portretov v nizkem reliefu ali zaščita za drago in dragoceno ogledalo ; italijanski precedens so med kasnejšim 16. stoletjem posnemali v Franciji, nato pa v Španiji, Angliji in Nemčiji. 

## Post-renesančni klasicizem
Edikularna vrata obdaja arhitekturno obdelana, s pilastri in stebri opremljena veža in ogredje, celo s pedimentom nad njimi, je stopila v uporabo v 16. stoletju. V neo-paladijskem preporodu v Veliki Britaniji, so arhitektonske edikule ali tabernakelj okvirji, izrezljani in pozlačeni. So najljubše sheme za angleške paladijevske okvirje za ogledala poznih 1720 do 1740-tih, takih oblikovalcev kot je bil William Kent.

## Druge edikule
Podobne majhna svetišča, ki se imenuje naiskoi, najdemo v grški religiji, vendar je njihova uporaba strogo verna.
Edikule obstajajo danes na rimskih pokopališčih kot del pogrebne arhitekture.
Trenutno se najbolj znana edikula nahaja v notranjosti bazilike Božjega groba v mestu Jeruzalem.
Sodobni ameriški arhitekt Charles Moore uporablja pojem edikula v svojem delu, ko ustvarja prostore znotraj prostorov ter povezuje duhovni pomen doma.